# Підпал Рейхстагу

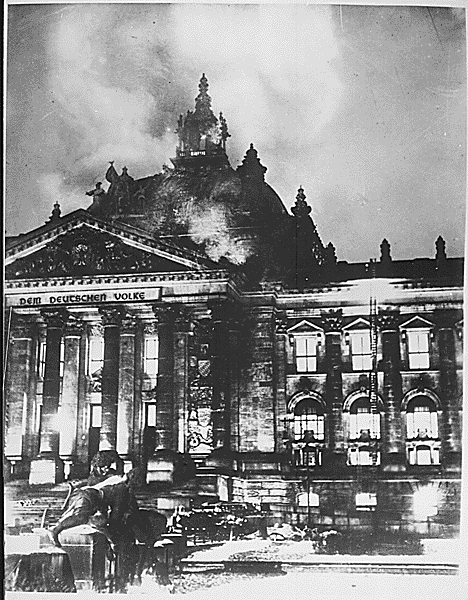
Пожежа будівлі Рейхстагу 27 лютого 1933 року.

Підпал Рейхстагу (нім. Reichstagsbrand) — підпал будинку Рейхстагу 27 лютого 1933 року, який відіграв важливу роль у встановлені влади нацистів у Німеччині. У підпалі були звинувачені комуністи, найвідоміший з них Георгій Димитров, і як наслідок впроваджений «Декрет про захист народу і держави», який скасував певні права громадян країни. Нацисти використовували підпал рейхстагу для консолідації власної влади і перетворення Німеччини законодавчо на диктатуру під проводом Адольфа Гітлера. Серед істориків досі не існує одностайності щодо винуватців підпалу Рейхстагу.

## Передісторія
30 січня 1933 року Адольф Гітлер, лідер Націонал-соціалістичної робітничої партії Німеччини був призначений головою нового коаліційного уряду. Як новий канцлер Гітлер звернувся із проханням до президента Німеччини Пауля фон Гінденбурга розпустити парламент і призначити нові вибори. Вибори були призначені на 5 березня 1933 року. Через вибори Гітлер мав намір здобути більшість для націонал-соціалістів у Рейхстазі, таким чином посилити свої позиції і консолідувати владу аж до повного знищення демократичних засад республіки. 
Під час виборчої кампанії, що розгорнулася в Німеччині нацисти стверджували, що країна опинилася на межі комуністичної революції, і що єдиним способом зупинити комуністів мало стати прийняття «Закону про додаткові повноваження» (нім. Ermächtigungsgesetz). Цей закон мав надати канцлеру можливість приймати закони своїми декретами без участі парламенту. Через прийняття цього закону нацисти мали намір заборонити діяльність комуністичної партії, яка в той час посідала 17 % місць парламенту. Підпал рейхстагу стався лише за шість днів до виборів і дозволив Гітлеру прискорити процес заборони комуністичної партії. Нацисти скористалися побоюваннями серед населення країни, що підпал Рейхстагу повинен був стати сигналом початку комуністичної революції в Німеччині і активно використовували цю подію у своїй передвиборчій кампанії.

## Пожежа

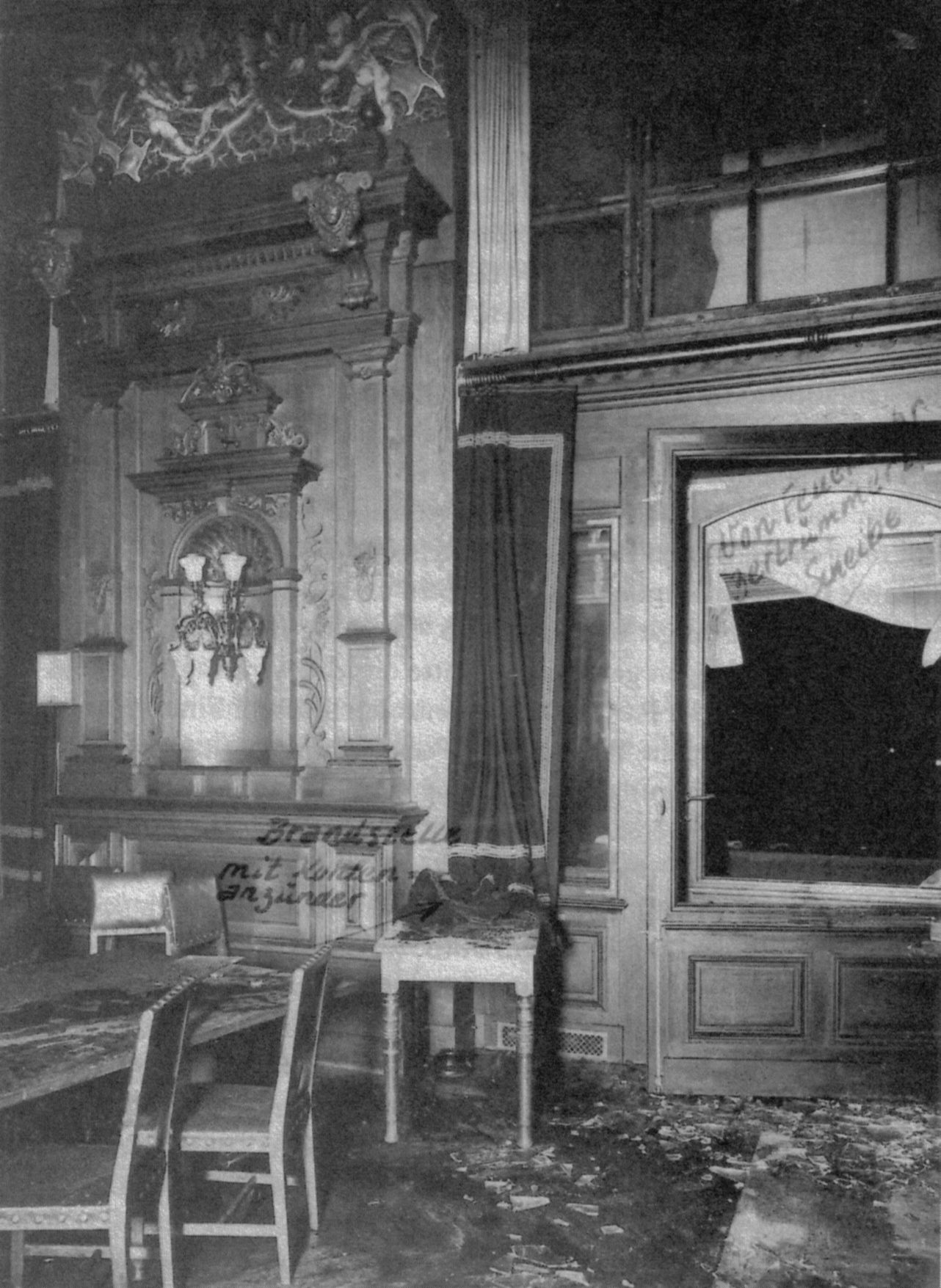
Вікно через яке, Марінус ван дер Люббе за власним зізнанням, проник у будівлю Рейхстагу.

О 21:27 годині 27 лютого 1933 року в будинку Рейхстагу в Берліні спалахнула пожежа. Тільки о 23:30 пожежникам вдалося приборкати полум'я, однак будівля парламенту зазнала значних руйнувань від вогню. Зразу після події пожежники і поліція оглянули руїни і дійшли висновку про навмисний характер пожежі. Також під час пожежі без жодного спротиву був затриманий розгублений і в одній сорочці 24-річний голландський комуніст Марінус ван дер Люббе. На місце пожежі прибули керівники держави: Гітлер, Геббельс, віце-канцлер Франц фон Папен і в супроводі Германа Герінга оглянули руїни парламенту. Під час огляду місця події Герінг зразу висунув підозру у причасності комуністів до підпалу, на що Гітлер додав, що підпал ніби мусив стати сигналом для комуністичного путчу. 
Наступного ранку, 28 лютого на прохання Гітлера президент Гінденбург підписав «Розпорядження президента про захист німецької держави і народу» (нім. Verordnung des Reichspräsidenten zum Schutz von Volk und Staat), який згідно з 48 статтею Конституції заради збереження громадянської безпеки, скасував більшість громадянських прав і надав канцлеру додаткові повноваження. Ці законодавчі зміни дозволили нацистам почати репресії проти своїх політичних опонентів і встановити свій повний контроль в країні. Того ж дня почалися масові арешти — за підозрою у підготовці путчу було затримано і відправлено до концентраційних таборів більш ніж 4000 осіб, серед них і лідер німецьких комуністів — Ернст Тельман.

## Слідство і суд
У липні 1933 року були пред'явлені звинувачення у підпалі Рейхстагу Марінусу ван дер Люббе, Ернсту Торглеру, Георгію Димитрову, Благою Попову, Василю Танєву. Під час слідства лише Ван дер Люббе визнав свою участь у підпалі, але наголосив, що діяв один і без будь-якої помочі. Хоча прямих доказів причетності нацистів до підпалу будівлі парламенту знайдено не було, деякі історики висловлювали сумнів у фізичній можливості ван дер Люббе самому організувати підпал Рейхстагу, оскільки в будівлі парламенту знаходилося багато заздалегідь підготовлених вогненебезпечних речовин, а сам Ван дер Люббе страждав на певні психічні розлади. Підозра в організації підпалу, а можливо і в допомозі ван дер Люббе падала на штурмовиків СА та нацистів, які мали найбільшу користь від цієї акції і вже раніше організовували підпали будинків та об'єктів їхніх опонентів. 
З 21 вересня по 23 грудня 1933 року в Лейпцигу відбувся суд, який широко висвітлювався у німецькій та закордонній пресі. Незважаючи на намагання нацистів засудити всіх п'ятьох звинувачених, лише ван дер Люббе був визнаний винним, а звинувачення проти інших комуністів суд відкинув. Найбільший розголос у пресі отримав виступ комуністів на Лейпцизькому процесі і зокрема Георгія Дімітрова, котрий на суді у суперечці з Герінгом виступав із звинуваченням нацистів. За вироком суду Ван дер Люббе був присуджений до смертної кари і у 1934 році страчений на гільйотині. Після війни у 1967 році суд Західного Берліна скасував цей вирок. Ці рішення суду також були змінені іншими судами Німеччини і тільки у 2008 році Ван дер Люббе за рішенням суду був посмертно помилуваний. Гітлер залишився надзвичайно незадоволеним від рішення суду стратити тільки одного звинуваченого і від цього моменту постановив, що звинувачення у тяжких злочинах мали розглядати лише «Народні суди» (нім. Volksgerichtshof), які пізніше стали знаряддям терору у руках нацистів.

## Наслідки
Найбільше скористалися від підпалу Рейхстагу нацисти, що від самого початку викликало підозру в організації ними самими цієї акції. Крім впровадження Закону про захист німецької держави і народу, який відмінив основні конституційні права громадян і дозволив прямі репресії їхніх політичних опонентів, підпал Рейхстагу також дозволив нацистам закрити комуністичні газети, здобути на виборах на 5 млн більше голосів виборців, укріпити свої позиції і маргіналізувати опозицію у парламенті. Це дозволило нарешті прийняти Закон про додаткові повноваження, який законодавчо перетворив Гітлера на диктатора і завершив консолідацію влади нацистів у Німеччині, остаточно знищив демократичні засади Ваймарської республіки.
Питання відповідальності за підпал Рейхстагу серед істориків, а особливо у країнах соціалістичного табору довгими роками вважалося вирішеним і єдиними його організаторами вважалися нацисти. Хоча не існувало прямих і беззаперечних доказів організації підпалу нацистами, ця акція найбільше була необхідна їм, і вони нею найбільше скористалися. Останні дослідження, однак, піддають сумніву цю теорію. Сучасні історики схиляються до думки, що підпал Рейхстагу став для нацистів несподіванкою, якою вони вдало скористалися і почали вже плановану розправу з їхніми політичними опонентами.